# Stare Probostwo na Hradczanach

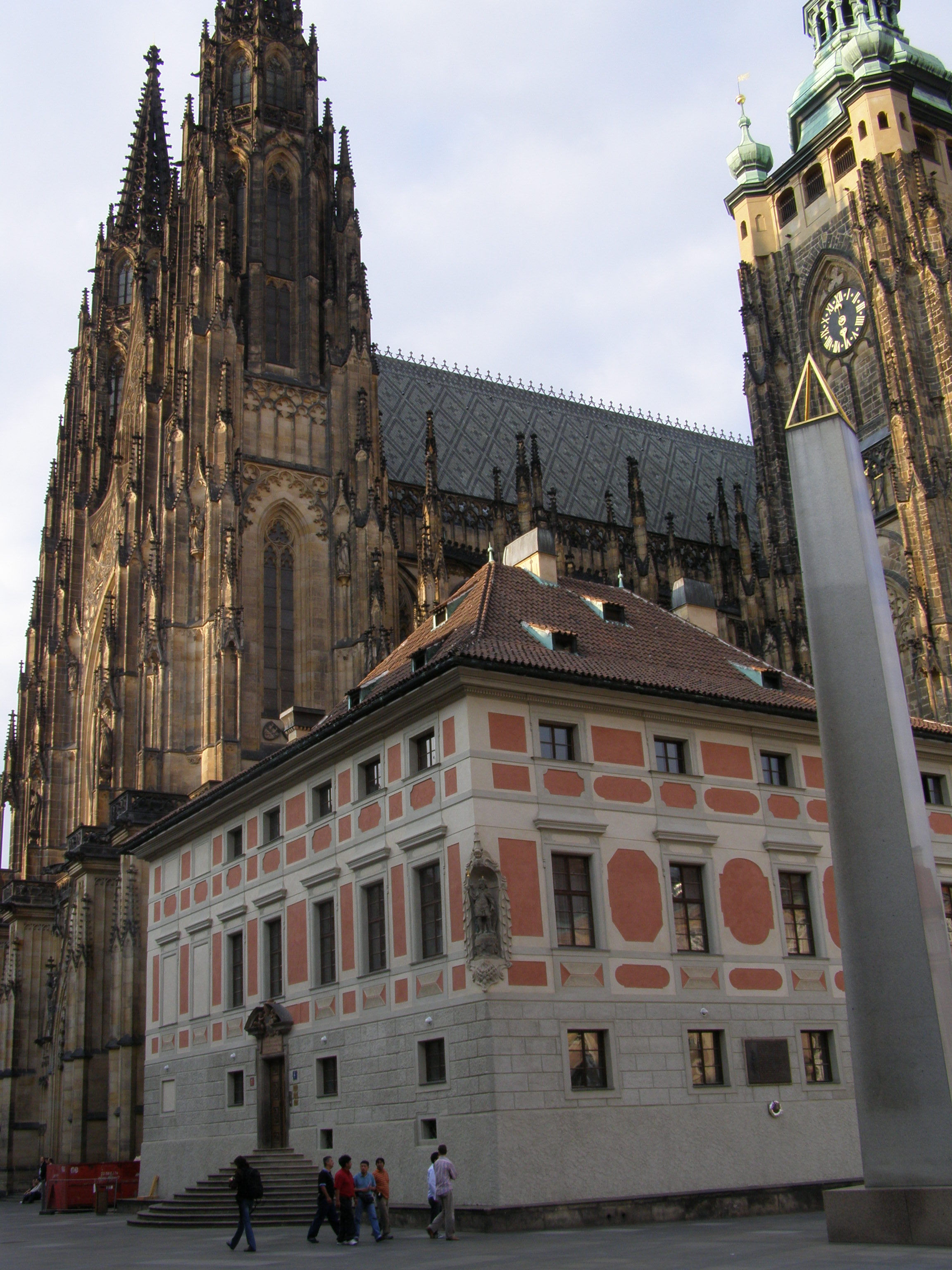
Stare probostwo i Katedra św. Wita

Stare Probostwo (czeski: Staré proboštství) – oznaczenie budynku położonego w pobliżu Katedry Świętego Wita w III. dziedzińcu Zamku Praskiego. Jest to barokowa budowla, która w połowie XVII została przebudowana z pierwotnie romańskiej formy z I połowy XI wieku. Obecnie budynek wykorzystywany jest przez Kancelarię Prezydenta.
Nad wejściem do budynku jest namalowany znak proboszcza Jana Františka z Aschenfeldu, który zlecił przebudowę obiektu. W południowo-zachodnim narożniku znajduje się pomnik z piaskowca Świętego Wacława wykonany przez Jan Jiří Bendla. Ponadto na południowej fasadzie znajduje się tablica pamiątkowa, zaprojektowana przez architekta Pavla Janáka, poświęcona ofiarom okupacji hitlerowskiej.